# Derek John Christopher Byrne
Derek John Christopher Byrne SPS (ur. 17 stycznia 1948 w Dublinie) – irlandzki duchowny rzymskokatolicki pracujący w Brazylii, w latach 2014–2023 biskup Primavera do Leste–Paranatinga.

## Życiorys
Święcenia kapłańskie przyjął 9 czerwca 1973 jako członek Zgromadzenie dla Misji Zagranicznych św. Patryka. Po święceniach wyjechał do Brazylii i pracował w parafii w Cotia. W latach 1980–1990 przebywał w Stanach Zjednoczonych i pełnił funkcje m.in. asystenta tamtejszego prowincjała oraz przełożonego prowincji. W latach 1990–2002 był radnym generalnym zakonu. Po ukończeniu kadencji ponownie wyjechał do Brazylii i objął probostwo w Castanheira.
24 grudnia 2008 został mianowany biskupem diecezji Guiratinga. Sakry biskupiej udzielił mu 22 marca 2009 abp Mílton Antônio dos Santos.
25 czerwca 2014 otrzymał nominację na biskupa nowo utworzonej diecezji Primavera do Leste–Paranatinga. Urząd pełnił do 7 czerwca 2023.